# Airports Council International
Airports Council International (ACI) är en internationell organisation med medlemmar som äger och driver flygplatser. Den grundades 1991, och har sitt huvudkontor i Montréal i Kanada. Organisationen har 573 medlemmar, som äger 1751 flygplatser i 174 länder.
Airports Council International har ett nära samarbete med Internationella civila luftfartsorganisationen (ICAO).